# Ziegelhütte (Bissingen an der Teck)

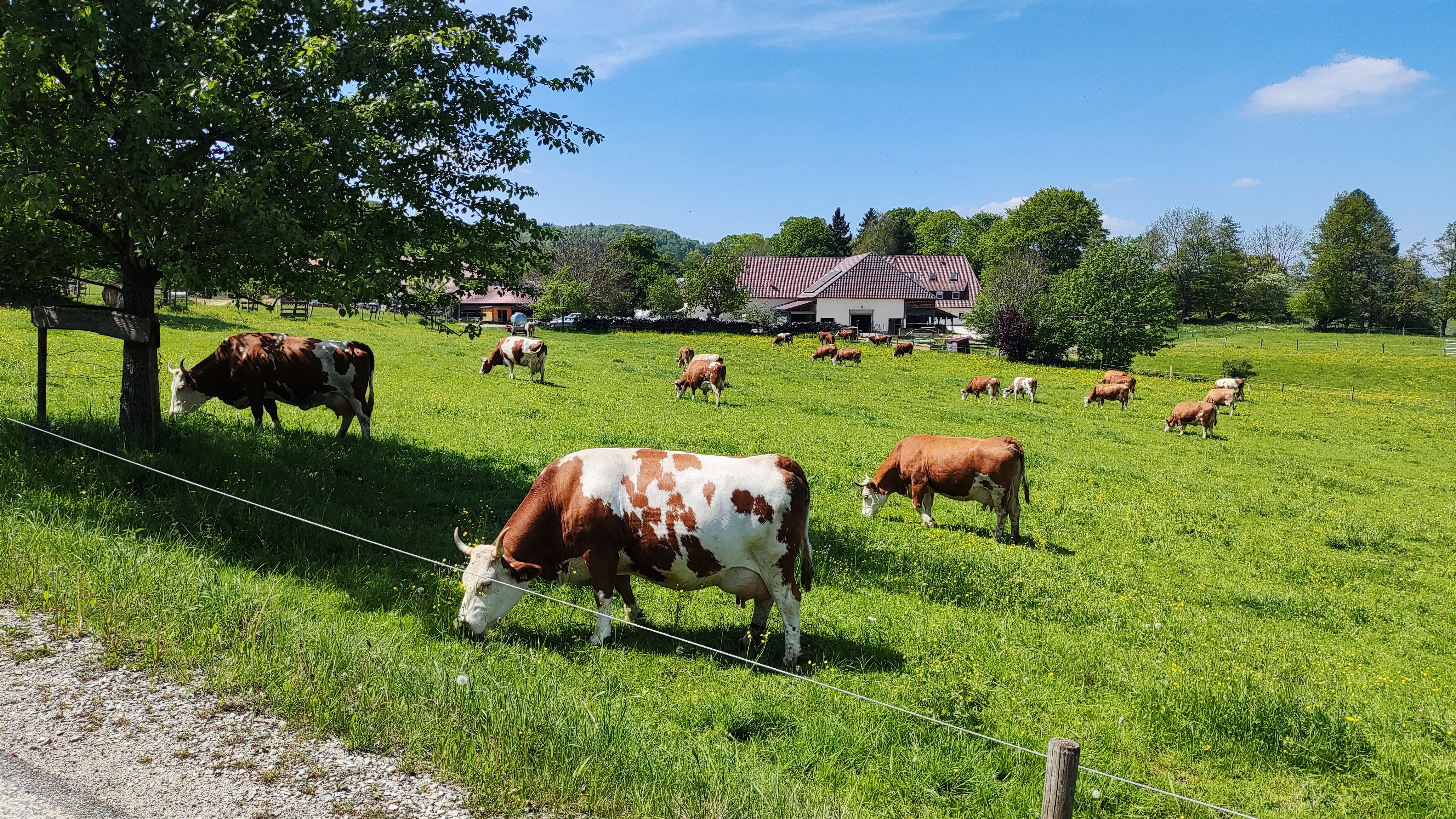
Blick auf die Siedlung Ziegelhütte mit den Hofkühen

Ziegelhütte ist eine Siedlung östlich von Ochsenwang in der Gemeinde Bissingen an der Teck, zu der die Jugendhilfeeinrichtung „Ziegelhütte Ochsenwang“, die Demeter-Landwirtschaft „Hof Ziegelhütte e. V.“, die Gastwirtschaft „Maarstube“ und einen Schäferei gehören. Direkt am Randecker Maar gibt es hier Wanderwege mit Aussicht auf das Zipfelbachtal, Hepsisau und die Tiefebene bis zu den Drei Kaiserbergen. Auf etwa 750 m Höhe erstreckt sich hinter der Ziegelhütte eine Hochebene mit dem Schopflocher Moor.
Die Ziegelhütte ist ein Ausflugsort auf der Schwäbischen Alb zum Wandern und Skilanglauf und zur Besichtigung der Tiere des Hofes.